# 3,4-diaminopyridine
3,4-diaminopyridine is een aromatisch diamine afgeleid van pyridine. Het EG-nummer is 200-220-9.

## Gebruik als geneesmiddel
3,4-Diaminopyridine blijkt een krachtige kaliumkanaalblokker te zijn.
Kaliumkanalen zijn kalium-selectieve poriën in het membraan van cellen. Door deze kanalen te blokkeren verhoogt 3,4-DAP de vrijzetting van acetylcholine, de neurotransmitter die toelaat dat zenuwimpulsen door de spiercellen worden ontvangen.
Omwille van deze werking blijkt het middel geschikt voor de behandeling van de zeer zeldzame auto-immuunziekte syndroom van Lambert-Eaton, een ziekte waarbij het vrijkomen van acetylcholine geremd is.
De International Nonproprietary Name van 3,4-diaminopyridine is amifampridine. Het Europees Geneesmiddelenbureau EMEA heeft op 18 december 2002 het middel Zenas (EUSA Pharma SAS) op basis van amifampridine aangewezen als weesgeneesmiddel voor de behandeling van LEMS en heeft op 22 oktober 2009 aan de Europese Commissie de aanbeveling gegeven om het middel toe te laten "in uitzonderlijke omstandigheden". EMEA is van oordeel dat het voordeel van behandeling met amifampridine - het versterkt de spieren van patiënten met LEMS - opweegt tegen de mogelijke risico's van het middel.
EUSA Pharma onderzoekt de stof ook voor de behandeling van multiple sclerose.